# Pokémon oro y Pokémon plata
Pokémon Edición Oro y Edición Plata (en inglés: Pokémon Gold Version & Silver Version), conocidos en Japón como Pocket Monsters Kin & Gin (ポケットモンスター 金・銀  Poketto Monsutā Kin & Gin?, lit. Monstruos de Bolsillo Oro y Plata), son la segunda entrega de la serie de videojuegos de Pokémon, de género RPG, desarrollados por la compañía japonesa Game Freak y publicados por Nintendo para su consola portátil Game Boy Color y para Nintendo 3DS en la Consola Virtual, pero también en formato físico con código de descarga. Los juegos poseen una capacidad dual de conexión, puesto que se pueden jugar tanto en la Color como en la consola monocromática Game Boy. Sin embargo, la versión Pokémon Crystal no posee esa dualidad. Los títulos fueron lanzados primeramente en Japón durante 1999, en Australia y Estados Unidos en 2000, y en Europa en el año 2001. Crystal, una edición especial de los dos juegos anteriores, fue lanzada a la venta aproximadamente un año después en cada una de las mencionadas regiones. En 2009, los juegos fueron rehechos para la consola Nintendo DS, llamándose Pokémon HeartGold y SoulSilver.
Los juegos contienen cien nuevos tipos de Pokémon, y ambos siguen la historia que el protagonista tiene en la región ficticia llamada Johto para llegar a ser un Maestro Pokémon; asimismo el nombre del jugador puede elegirse, y también su sexo, pero esto último solo en la versión Crystal. Los títulos son independientes entre sí aunque poseen el mismo argumento; si bien ambos títulos se pueden jugar separadamente, se deben intercambiar Pokémon entre ellos aparte de utilizar la retrocompatibilidad que poseen con los anteriores juegos de la serie, con el fin de completar el Pokédex del juego. La saga de Johto de la serie de anime está basada en la nueva historia ofrecida por los juegos.
Pokémon Gold y Silver continuaron el éxito que iniciaron sus predecesores, convirtiendo a Pokémon en una franquicia de ingresos multimillonarios. Los juegos casi igualaban en ventas a Pokémon Red y Blue, además de que lograron vender millones de copias alrededor del mundo.

## Argumento y escenario

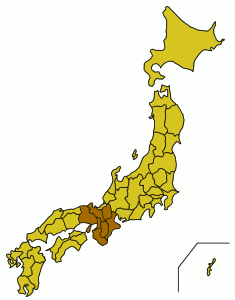
La región de Kansai sirvió de inspiración para recrear las aventuras de Gold y Silver. La región de Johto se encuentra conectada con la región de Kantō, la región donde se desarrollaron los anteriores juegos de la serie.

Pokémon Gold y Silver toman lugar en la región de Johto tres años después de los eventos sucedidos en Red y Blue, los cuales transcurren en la región de Kantō. Johto es una región ficticia creada a partir de las regiones reales de Kansai y Tokai de Japón. A su vez, es una región distinta a las ya mostradas en otros títulos de Pokémon. Esta posee un total de siete ciudades y tres pueblos, junto con otros lugares geográficos y diversas rutas que interconectan la mayoría de las locaciones entre sí. Algunas áreas son solo accesibles cuando el jugador adquiere una cierta habilidad o un determinado ítem; por ejemplo, el jugador puede obtener el HM —«Hidden Machine»; «máquina oculta»— Surf, que permite al personaje montar sobre un cierto Pokémon y cruzar así el océano y poder llegar a Cianwood City —Ciudad Orquídea—.
El protagonista silencioso de Pokémon Gold y Silver es un joven que vive en New Bark Town. Al inicio del juego, el jugador debe escoger entre Chikorita, Cyndaquil o Totodile como su Pokémon inicial por parte del Profesor Elm. Además, su rival hurta un Pokémon del mismo profesor y reta al jugador en ciertos puntos del juego para probar los Pokémon de este último.
El objetivo principal del juego es el de convertirse en el mejor entrenador de Johto y Kantō, lo cual se logra entrenando Pokémon, completando la Pokédex, derrotando a los ocho líderes de gimnasio de Johto y desafiando a la Elite Four y al campeón, aparte de derrotar a los otros ocho líderes de gimnasio de Kantō. Finalmente, el jugador puede encarar a Red en la cima del monte Plateado (Mt. Silver en inglés). A lo largo del juego, el jugador deberá luchar en contra del Team Rocket, una organización criminal que abusa de los Pokémon.

## Sistema de juego
De manera similar a Pokémon Red, Blue y Yellow, Pokémon Gold y Silver se juegan desde una perspectiva aérea, donde el jugador puede explorar el universo ficticio del juego a través de su protagonista, este puede interactuar con objetos y demás personajes. Mientras el jugador navega en dicho mundo, este puede encontrarse con diferentes territorios, como pastizales, bosques, cuevas y océanos en donde las diferentes especies Pokémon habitan le enfrentan. Cuando el jugador se encuentra con alguna de estas criaturas, el campo de juego se transforma a una pantalla de batalla donde los Pokémon combaten por turnos.
Existen dos importantes objetivos en los juegos: seguir la historia argumental principal y derrotar a la Elite Four junto con Lance para convertirse en el nuevo campeón, y completar la Pokédex mediante la captura, evolución e intercambio de todas las 251 especies de Pokémon. Un aspecto importante de esta mecánica es entrenar y fortalecer a los Pokémon del jugador mediante batallas con otras criaturas, los cuales pueden encontrarse en estado salvaje o bien por parte de otros Entrenadores. Este sistema que consiste en acumular puntos de experiencia y hacer que los monstruos suban de nivel —una característica intrínseca de todos los juegos de Pokémon— controla las propiedades físicas y de los Pokémon, como las estadísticas de batalla obtenidas después de una pelea, y los movimientos que estos pueden aprender.

### Novedades
Si bien Pokémon Gold y Silver contienen la misma mecánica básica consistente en capturar, entrenar y evolucionar a unas criaturas denominadas Pokémon, y que fue introducida en Red y Blue, se añadieron ciertas características nuevas. Un sistema de tiempo fue incluido en los juegos, mediante la incorporación de un reloj en tiempo real que muestra la hora así como el día de la semana. Ciertos eventos del juego, como la aparición de un determinado tipo de Pokémon, son dependientes de este nuevo rasgo de la jugabilidad. Nuevos objetos fueron incluidos, algunos de los cuales fueron creados exclusivamente para explotar una nueva mecánica: la capacidad que los Pokémon poseen para sujetar objetos. Un nuevo tipo de objeto capaz de ser sujetado por dichas criaturas son las bayas, las cuales son de diferentes especies y ofrecen una cualidad única como la de restaurar la salud o curar efectos del estado de los Pokémon. Otros ítems —es decir, objetos específicos— que se pueden equipar pueden potenciar las propiedades de combate de estas criaturas. Asimismo, nuevos tipos de Poké Balls fueron introducidas, las cuales permiten capturar más fácilmente a un determinado Pokémon en situaciones específicas. Un nuevo ítem llamado Pokégear (ポケギア Pokegia?) fue igualmente añadido a los juegos, cuya función es la de un simple reloj digital, un mapa, una radio y hasta un teléfono, el cual permite al jugador contactar con otros personajes, si estos le ofrecieron su número telefónico. Esos entrenadores podrán llamar para pedirle una revancha al jugador, o bien, avisarle que un Pokémon raro puede encontrarse en un cierto lugar.
Los títulos introdujeron a Raikou, Entei y Suicune, el grupo de un nuevo tipo de Pokémon legendarios que vagan por toda la región de Johto y que cambian de lugar frecuentemente. Se pueden localizar mediante el Pokédex, una vez que el jugador se tope con ellos, aunque por lo general intentarán huir de la batalla; si se les debilita la salud, esta la mantendrán así —es decir, que estarán débiles indefinidamente—, al igual que si se les llega a causar algún efecto en sus características físicas, como paralizarlos o congelarlos. También cabe la posibilidad de encontrarse con Pokémon brillantes, los cuales tienen una coloración diferente a los de su misma especie, aparte de que son difíciles de encontrar. Dos nuevos tipos de Pokémon fueron añadidos, el tipo acero y el tipo siniestro. El tipo acero posee una defensa y resistencia en comparación con otros tipos, en tanto que el tipo siniestro es inmune a los ataques de tipo psíquico, también son fuertes los ataques siniestros contra los Pokémon de tipo psíquico, aparte de tener pocas debilidades. En Gold y Silver también se incluyeron nuevos movimientos, pero aquellos Pokémon que sepan esos ataques nuevos no podrán ser intercambiables con las versiones de la primera generación. Para arreglar esto, se programó un personaje que fue bautizado bajo el título de «quitamovimientos», el cual es capaz de eliminar los movimientos que sepa algún Pokémon. Un cambio mayor respecto a las anteriores versiones, fue el de dividir la estadística Especial en otras dos, Ataque Especial y Defensa Especial, con lo que se incrementaron las posibilidades de realizar una estrategia en el juego.
Con la introducción de la crianza Pokémon, a cada especie de estas criaturas se les fue asignado uno o dos grupos especiales para que pudiesen procrear entre sí. Si un Pokémon macho y uno hembra coinciden en alguno de esos grupos y son dejados en la Guardería Pokémon, es posible que ambos generen un huevo del cual nacerá una cría Pokémon. El bebé Pokémon heredará la especie de su madre, y los movimientos de su padre. Sin embargo, los Pokémon legendarios, junto con otras especies, no pueden reproducirse entre sí.
Al igual que en los anteriores juegos de la serie, y debido al éxito creciente en ella, un título para Nintendo 64 salió a la venta, cuyo fin era el de servir como secuela de Pokémon Stadium. Con ella se pretendió continuar el sistema de juego que implementaba batallas Pokémon en gráficos 3D, además de que con ayuda del Transfer Pak, las criaturas capturadas tanto en Gold y Silver como en los juegos previos, podían ser intercambiadas con dicho juego, llamado Pokémon Stadium 2.
Si bien ambos títulos son compatibles y semejantes en varios aspectos, no lo son en su totalidad. A diferencia de Red y Blue, estos juegos cuentan con un pokémon especial; en Gold, la criatura representada en la carátula del juego es Ho-Oh, mientras que en Silver es Lugia. Sin embargo, a pesar de que se considera que dichos Pokémon son «exclusivos» en sus respectivas versiones, los dos pueden conseguirse tanto en una como en otra, aunque se requiere de un objeto especial para poder capturar a ambos.

## Desarrollo y producción
| Director                      | Satoshi Tajiri                                                                    |
| Diseño de personajes          | Ken Sugimori Atsuko Nishida                                                       |
| Programadores                 | Takenori Ohta Kohta Fukui Sousuke Tamada Shigeki Morimoto                         |
| Productores                   | Takehiro Izushi Tsunekazu Ishihara Takeshi Kawaguchi Hiroshi Yamauchi (ejecutivo) |
| Diseño y progamación de mapas | Kazuhito Sekine Koji Nishino Nobuhiro Seya                                        |
| Diseño gráfico                | Asuka Iwashita Jun Okutani                                                        |
| Diseño de criaturas           | Motofumi Fuziwara Shigeki Morimoto Satoshi Oota                                   |
| Música                        | Jun'ichi Masuda Go Ichinose                                                       |
| Efectos de sonido             | Morikazu Aoki Tetsuya Watanabe                                                    |
| Diseño paramétrico            | Koji Nishino                                                                      |
| Guion                         | Nobuhiro Seya                                                                     |
| Traducción del texto          | Nob Ogasawara                                                                     |
| Coordinación en América       | Hiro Nakamura Naoko Kawakami Gail Tilden William Giese                            |
| Referencias                   | [ 21 ] [ 22 ]                                                                     |

Gold y Silver fueron anunciados por primera vez en el Nintendo SpaceWorld Expo de 1999 en Japón, convirtiéndose en la atracción principal del evento. A diferencia del último título de la serie lanzado en esa época, Pokémon Yellow, las nuevas entregas fueron anunciadas para ser más que una simple mejora de Pokémon Red y Blue. En su lugar, éstas ofrecerían un nuevo argumento, un nuevo mundo por explorar, y nuevas especies de Pokémon. Ambos títulos fueron diseñados para la Game Boy Color, permitiendo con esto un soporte gráfico a todo color así como sprites más detallados. Otros elementos que fueron mostrados en la exposición incluían la crianza Pokémon, la capacidad de sujetar objetos por parte de las criaturas, un dispositivo llamado PokéGear, que es un reloj interno de tiempo real, y la posibilidad de conectar mediante retrocompatibilidad a los anteriores títulos de la serie con los nuevos.
Durante una entrevista realizada por ABC News, el presidente de Creatures Inc. Tsunekazu Ishihara reveló cómo se realizó el proceso de lluvia de ideas para el diseño de las nuevas especies de Pokémon. Explicó que «aquellas ideas que se formularon para cada uno de esos monstruos vino de la imaginación de los desarrolladores de Game Freak, quienes mencionaron que dichas ideas venían a partir de las vivencias que tuvieron en su infancia, de las que se incluyen leer manga, el cual es el nombre del cómic japonés. También provinieron de ciertas experiencias de terror que les sucedieron en esa etapa, así como de capturar insectos y cosas por el estilo. Por lo que de esas experiencias salió Pokémon». De la misma manera en que el Pokémon Mew fue programado en las versiones Red y Blue, una criatura exclusiva llamada Celebi fue incorporada en Gold y Silver, y sólo podía ser adquirida mediante un evento promocional de Nintendo. El primer evento oficial donde se podía conseguir a dicho Pokémon, fue el Nintendo SpaceWorld de 2000 en Japón, donde más de 100 000 jugadores intentaron conseguir el tan raro Pokémon. Para ser el seleccionado ganador, los participantes tenían que enviar una carta, que entraría a una lotería donde se ganaría uno de 100 000 certificados que garantizaban la adquisición de Celebi, y con ello permitir que el vencedor pudiese entrar al evento y poder así conseguirlo.
El lanzamiento de los juegos fue anunciado para el mes de noviembre de 1999 en Japón, y al mismo tiempo se reveló que saldrían para Estados Unidos en una fecha tentativa, marcada para el mes de septiembre de 2000. Nintendo anunció el lanzamiento del Pocket Pikachu Color, una mascota virtual portátil con gráficos a todo color, similar a una que se había lanzado el año anterior. Esta unidad es compatible con Gold y Silver, la cual permite transferir dinero de un juego a otro, llamado «puntos watt». Pocket Pikachu Color fue pospuesto, logró salir a la venta el 21 de noviembre de 1999, el mismo día que Gold y Silver. También, un cable link con licencia oficial y basado en el aspecto de Pikachu, y desarrollado por Kemco fue puesto en venta el 18 de noviembre de mismo año. El producto funciona como un cable link común, pero estéticamente diferente: es un cable de color amarillo, con la figura de Pikachu en uno de sus extremos, y de una Poké Ball en el otro.
Debido a que Nintendo esperó una tasa de enormes ventas, la empresa estimó que la primera tanda de producción de los juegos para Japón debía ser de tres millones, suponiendo que en lo consecuente, se llegarían a vender más de ocho millones de copias únicamente en aquel país. Sin embargo, la compañía pronto se vio forzada a cortar la cantidad de producción de dicha tanda a la mitad, puesto que un terremoto había azotado a Taiwán, por lo que Nintendo mencionó que el desastre natural había dañado sus instalaciones de manufacturación de los cartuchos. A pesar de ello, surgió una especulación que mencionaba que Nintendo había utilizado dicho evento a su favor, pues los críticos suponían que la compañía solo había mencionado el suceso para rebajar su producción y aumentar de esa manera la demanda de consumo.
Previo a su lanzamiento americano, Gold y Silver fueron exhibidos en el American Intenational Toy Fair para que el público que asistiera a dicho evento pudiera conocer un poco más acerca de los juegos; esta se presentó en el año 2000 en Nueva York. Para promocionar los juegos, Nintendo modificó cinco Chrysler PT Cruisers para que se asemejaran al nuevo Pokémon Lugia; dichos automóviles viajaron a lo largo de Estados Unidos para dicho fin. Los vehículos tenían aletas y colas pegados a ellos, y fueron pintados con logotipos e imágenes de la franquicia de Pokémon. Además, estaban equipados con televisores las cuales estaban conectadas a consolas de videojuegos, las cuales permitían a las personas jugar diversos títulos como Pokémon Puzzle League, Hey You, Pikachu!, y Pokémon Gold y Silver. La serie de televisión Pokémon GS, basada en los dos juegos, fue anunciada y se mencionó que sería parte de la programación de otoño del canal infantil Kids' WB. El programa tendría como protagonista a Ash Ketchum, quien se aventura en una nueva región que contiene nuevos Pokémon, los cuales están basados en los juegos homónimos. El nombre «americanizado» de las 100 nuevas especies se mantuvieron en secreto por parte de Nintendo, aunque la compañía revelaba alguno que otro nombre esporádicamente. Los dominios correspondientes a 'pokemongold.com' y 'pokemonsilver.com' fueron registrados en la red para este mismo fin, y varios nombres fueron desvelados a través de dichos sitos como el de Chikorita, Lugia, Ho-Oh, Togepi, Hoothoot y Marill.
En mayo de 2000, Nintendo anunció la fecha oficial del lanzamiento de ambos títulos en territorio americano, la cual sería el 16 de octubre de ese año. La compañía dio luz verde para las preventas de los juegos en agosto de ese año, y mencionó también que aquellos jugadores que preordenaran uno de los juegos se les daría un CD-ROM gratuito, que contenía un navegador web basado en Pokémon y desarrollado por MediaBrowser en el que se incluía un software con Pokémon flotantes —es decir, que hacían un movimiento parecido a flotar sobre la pantalla de la computadora— y diversos vínculos a sitios web de Pokémon. Dicha aplicación estaba disponible para su descarga en el sitio oficial de Pokémon. Los juegos rompieron un récord de ventas, pues en tan solo dos meses se llegaron a apartar más de seiscientas mil copias, a comparación de la cifra que alcanzó Pokémon Yellow de ciento cincuenta mil. En tanto que se acercaba la fecha de lanzamiento, ciertas tiendas minoristas como Electronic Boutique reportaron que ciertos pedidos comenzaron a llegarles poco antes de la fecha señalada, y optaron por venderlas inmediatamente; primero, dando los juegos que habían sido preordenados y después vender todos aquellos que sobrasen. A pesar de lo anterior, incluso era posible obtener los juegos antes del 11 de octubre de 2000.

## Recepción

### Crítica

#### Anglosajona y de otros países
Pokémon Gold y Silver continuaron el enorme éxito de sus predecesores, permitiendo que la serie de Pokémon llegase a ser una franquicia multimillonaria. Para el mes de abril del año 2000, aproximadamente 6.5 millones de copias habían sido vendidas en Japón. La versión Silver resultó ser ligeramente la edición más popular, pues superó a Gold por cien mil copias vendidas. Durante su primera semana de lanzamiento en Estados Unidos, los juegos lograron eclipsar el éxito comercial que suscitó Pokémon Yellow, por una cantitad un tanto superior a la de seiscientas mil copias; combinando las cifras de ventas de ambos títulos, se estimó que con 1.4 millones de cartuchos hicieron de ellos, los juegos más rápidamente vendidos de toda la Historia. El éxito comercial de Gold y Silver fue de esperarse; Peter Main, vicepresidente ejecutivo de ventas y marketing, mencionó que «no hay duda sobre ello; los niños adoran jugar Pokémon [sic]. Hasta ahora, ya entrado el 2000, el juego más vendido para cualquier consola casera es Pokémon Stadium para la Nintendo 64, y el juego mejor vendido para una consola portátil es Pokemon Yellow [sic] para la Game Boy Color, pero Pokemon Gold [sic] y Silver serán los encargados de superar esos increíbles números de ventas. Nosotros tenemos contemplado que un total de diez millones de copias serán vendidas por esos dos juegos, en un lapso de seis meses».
Las reseñas realizadas por los críticos fueron un tanto duras, puesto que algunos de ellos mencionaban que el sistema de juego extendido en cuanto a su duración, así como las nuevas características de juego fueron solamente elementos que se agregaron a la serie para mantener vivo el interés que las secuelas podían generar como lo hicieron los juegos originales. Craig Harris de IGN, le dio una puntuación «imperiosa» de 10 sobre 10, comentando que «al igual de impresionante como lo fue la primera edición de Pokémon, Gold y Silver reluce en sus elementos de jugabilidad, novedades y en sus sorpresas». Hubo un particular elogio respecto a la adición del reloj interno del juego, pues Frank Povo de GameSpot mencionó que «la principal y más importante característica nueva de Pokémon GS es la presencia de un elemento temporal... Si bien puede sonar como un artilugio, la inclusión de un reloj añade aunque sea un poco, algo más de variedad al juego». Povo calificó con una puntuación «genial» a ambos títulos, con un 8,8 sobre 10. Nintendo Power listó a Gold y Silver en conjunto, como el sexto mejor título de la Game Boy/Game Boy Color, en donde resaltaba a los dos juegos por añadir nuevas criaturas, sus novedosos elementos y sus gráficas a todo color.
En general, a Gold y Silver se les consideró que los aspectos sólidos incluidos respecto a sus novedades, bien podrían ser del agrado de una audiencia numerosa. «Después de jugar una docena de horas con estos títulos, realmente no puedo pensar en algún punto deficiente que remarcar respeto a Gold y Silver. Nintendo y Game Freak han ajustado la versión original y construyeron una secuela que es extensa, desafiante y tremendamente divertida de jugar. Existe una razón por la que Pokémon es tan popular, y Pokémon Gold y Silver van a ayudar un poco más al movimiento que la serie ha causado, durante el siglo XXI», mencionó Harris.

#### Española
El éxito de las secuelas de Pokémon también impactó al público hispanohablante, sector donde a los juegos se les llamó por el término español de Oro y Plata. El sitio de análisis Meristation afirmó en su respectiva reseña que las novedades del juego, como la adición del reloj interno, la posibilidad de criar Pokémon, capturar distintas criaturas dependiendo de la hora del día, más las 100 nuevas especies de estos monstruos de bolsillo hacían de ambos títulos «[son] un[os] juego[s] renovado[s] en prácticamente todos los aspectos excepto en el sistema de juego, que sigue intacto; basado en coleccionar, luchar e intercambiar Pokémon entre las dos versiones. Es una aventura un poco más corta pero mucho más profunda y con más situaciones diferentes con las que nos encontraremos» dándoles una puntuación de 9 sobre 10. De igual manera, VicioJuegos.com dio su punto y añadió que si bien los nuevos juegos presentaban un sistema de juego, en cuanto a combates, aventura y entrenamiento de pokémon también ofrecía nuevas y poderosas criaturas que daban un toque de frescura a la serie, así como el compendio extendido de objetos y misiones por cumplir, aunque se mostró un poco molesto por la enorme cantidad de tiempo empleado para conseguir la totalidad de criaturas en el juego; sin embargo, en cuanto al aparto gráfico se refiere mencionó que a pesar de las posibilidades cromáticas de la Game Boy Color, los juegos conseguían mostrar escenarios nítidos y variados, lo que permitía «detalles más modernistas» a comparación de sus antecesores, además de que la conexión con Pokémon Stadium 2 mejoraba la calidad de juego; por todo ello, el sitio le otorgó un puntaje de 94%. En cuanto a ventas, los juegos lograron vender más de un millón de copias en el continente europeo, de las cuales, 130 000 copias se lograron comercializar en España.

## Secuelas yremakes

### Pokémon Crystal
Pokémon Crystal Version (en español: Pokémon Edición Cristal), conocido en Japón como Pocket Monsters Crystal Version (ポケットモンスター クリスタルバージョン Poketto Monsutā Kurisutaru Bājon?, lit. «Monstruos de Bolsillo Versión Cristal»), desarrollado exclusivamente para la Game Boy color, es el séptimo juego lanzado de la serie de Pokémon en Japón, y el sexto en Estados Unidos y Europa. El juego es una edición actualizada de las anteriores dos versiones, Pokémon Gold y Silver, y fue lanzado en Japón el 14 de diciembre de 2000, en Estados Unidos el 29 de julio de 2001 y en Europa el 21 de noviembre de ese año».
El argumento y el sistema de juego de Pokémon Crystal es casi igual al de Gold y Silver, aunque contiene ciertas divergecias. Es el primer juego de toda la serie, en donde el jugador tiene la opción de elegir el sexo del protagonista, puesto que en los anteriores juegos el personaje principal siempre era masculino. Los Pokémon poseen sprites animados; por ejemplo, cuando Cyndaquil entra a la batalla, las flamas que salen de su lomo parpadean. Sin embargo, esta característica no fue incluida en Pokémon Ruby y Sapphire ni en Pokémon FireRed y LeafGreen, pero sí en los demás juegos posteriores. Además, ciertas subtramas fueron añadidas al argumento, como una que involucra al Pokémon legendario Suicune, que aparece en la portada del juego, y otra en la que se ven envueltos los Unown. El cambio más notorio del juego, fue la inclusión de la Torre de Batalla, un edificio nuevo que permite a los jugadores participar en batallas semejantes a las de Pokémon Stadium. Una novedad exclusiva de la versión japonesa de Crystal, permitía al jugador conectarse con otras personas mediante el uso de un teléfono móvil.
Pokémon Crystal fue bien recibido por la crítica, pues obtuvo una puntuación del 80% por parte de Game Rankings, aunque la mayoría de los analistas comentaban que hubo suficientes novedades y características nuevas significativas, para considerar a Crystal como diferente a las anteriores dos versiones. «La última versión —ojalá— de la Game Boy Color es la edición que definitivamente debes conseguir si no eres uno de los 10 millones de jugadores que ya tienen una copia de los otros dos juegos, pues Crystal es una buena opción a pesar de sus leves cambios en gráficas y diseños. Pero no hay mucho en esta edición que lo haga un "debes comprarlo" para aquellos que ya tienen una copia [de Gold o Silver], o bien, las dos de las anteriores versiones», dijo Craig Harris de IGN quien le dio al título una puntuación «sobresaliente» de 9,0 sobre 10.

### Pokémon HeartGoldySoulSilver
Pokémon HeartGold Version (ポケットモンスター ハートゴールド Poketto Monsutā Hātogōrudo?, lit. «Monstruos de bolsillo corazón de oro») y Pokémon SoulSilver Version (ポケットモンスター ソウルシルバー Poketto Monsutā Sōrushirubā?, lit. «Monstruos de bolsillo alma de plata»), conocidos también en España como Pokémon Edición Oro HeartGold y Pokémon Edición Plata SoulSilver, son las versiones mejoradas de Pokémon Gold y Silver. Fueron desarrollados por GameFreak y publicados por Nintendo para la consola portátil Nintendo DS. Fueron lanzados primero en Japón el 12 de septiembre de 2009, mientras que en marzo de 2010 se publicaron en Estados Unidos, Europa y Australia.
Al igual que las versiones originales, HeartGold y SoulSilver se desarrollan en la región de Johto, en donde el objetivo principal, como en los otros juegos de la serie, es entrenar y capturar Pokémon, para lograr así completar la Pokédex. A los juegos se les incluyó un aditamento llamado Pokéwalker, el cual es un podómetro con forma de Poké Ball que puede conectarse con ambos juegos mediante señales infrarrojas.
El director de los juegos, Shigeki Morimoto, tenía como propósito respetar la sensación que los juegos originales causaron a los jugadores veteranos, a la vez de que deseaba que ambos títulos se sintieran como títulos novedosos para aquellos jugadores que a penas comenzaban a familiarizarse con la serie. Los juegos obtuvieron una reseña positiva por parte de la crítica pues Metacritic les dio una puntuación media del 87%. Comercialmente, ambos títulos son unos de los juegos más vendidos de todos los tiempos para la Nintendo DS, con ventas que ascienden a más de diez millones de copias, de acuerdo a datos publicados el 29 de julio de 2010.